# Cubiculum
Cubiculum (łac. pokój do spoczynku, spania, od cubare – leżeć) – pojęcie używane w architekturze starożytnej dla określenia:
- pomieszczenia w domu rzymskim przeznaczonego na sypialnię, zwykle usytuowanego przy atrium lub w perystylu;
- dużego pomieszczenia komory grobowej w katakumbach[1][2].